# 桑野みゆき
桑野 みゆき（くわの みゆき、1942年7月17日 - ）は、日本の元女優。本名は斎藤みゆき。横浜市鶴見区出身。母は戦前の人気女優桑野通子。

## 略歴

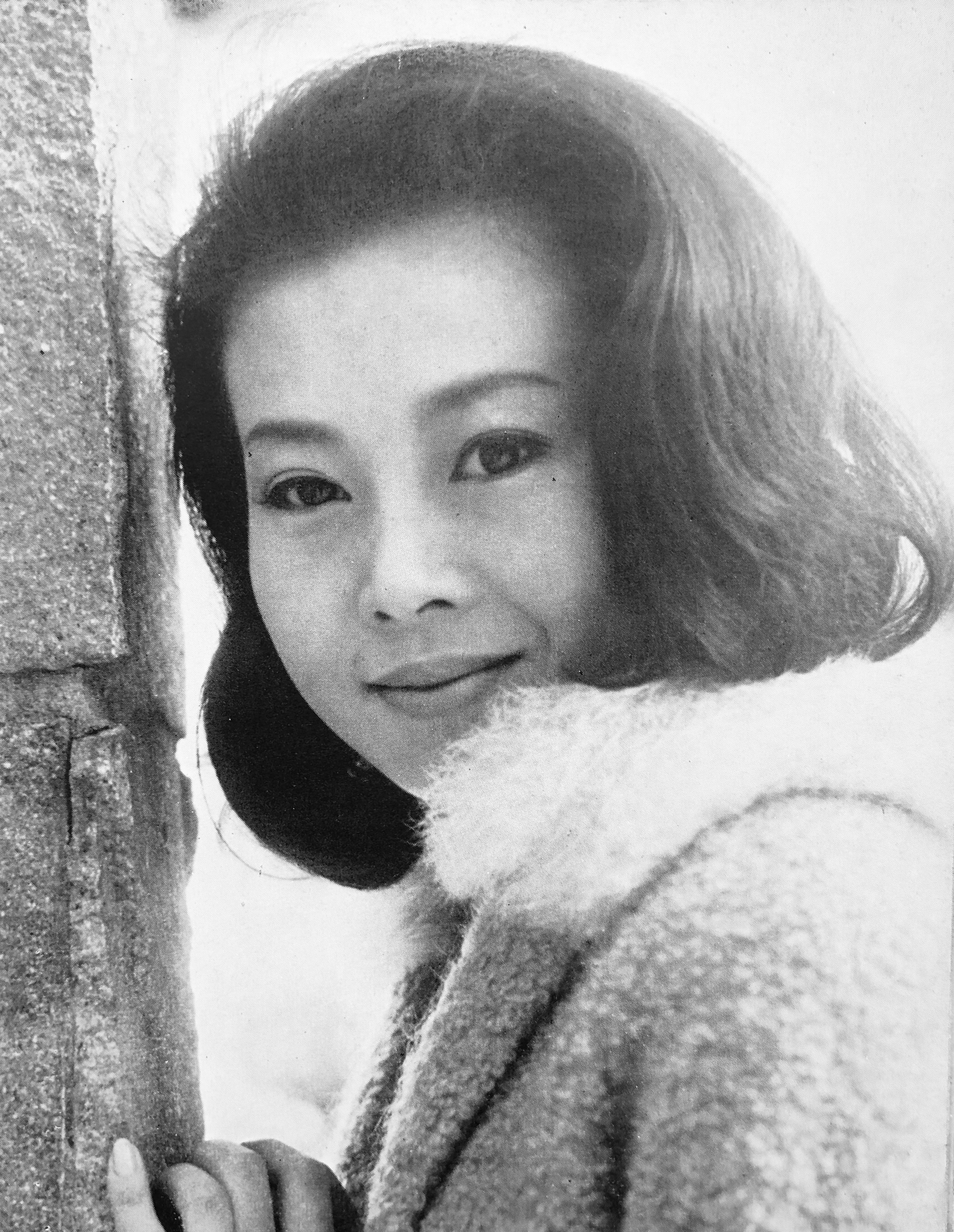
1965年

1954年『緑はるかに』（井上梅次監督）の子役募集に応募して13歳で映画デビュー。1956年に松竹に入社。清純派女優として売り出すが、1960年に『青春残酷物語』(大島渚監督)で破滅へと疾走していく女性を演じて注目を浴びる。他に『赤ひげ』（1965年・黒澤明監督）、『大根と人参』（1965年・渋谷実監督）など、松竹を中心に100作を越える映画作品に出演する。
映画『春一番』において、後輩の松竹の看板女優の岩下志麻、倍賞千恵子と共演するが、撮影時から「長く松竹にいるが、松竹とハダが合わないんじゃないか」と悩み始める。1965年11月、松竹との契約が切れた。1966年4月、『春一番』が公開される。
1967年4月に行われた東京都知事選挙では、自民党・民社党推薦の松下正寿を支援した。
同年に結婚して引退。最後の出演作は『堕落する女』（吉村公三郎監督）。

## 出演作品

### 映画
- 柿の木のある家（1955年・古賀聖人監督）
- こぶしの花の咲く頃 1956年　独立映画

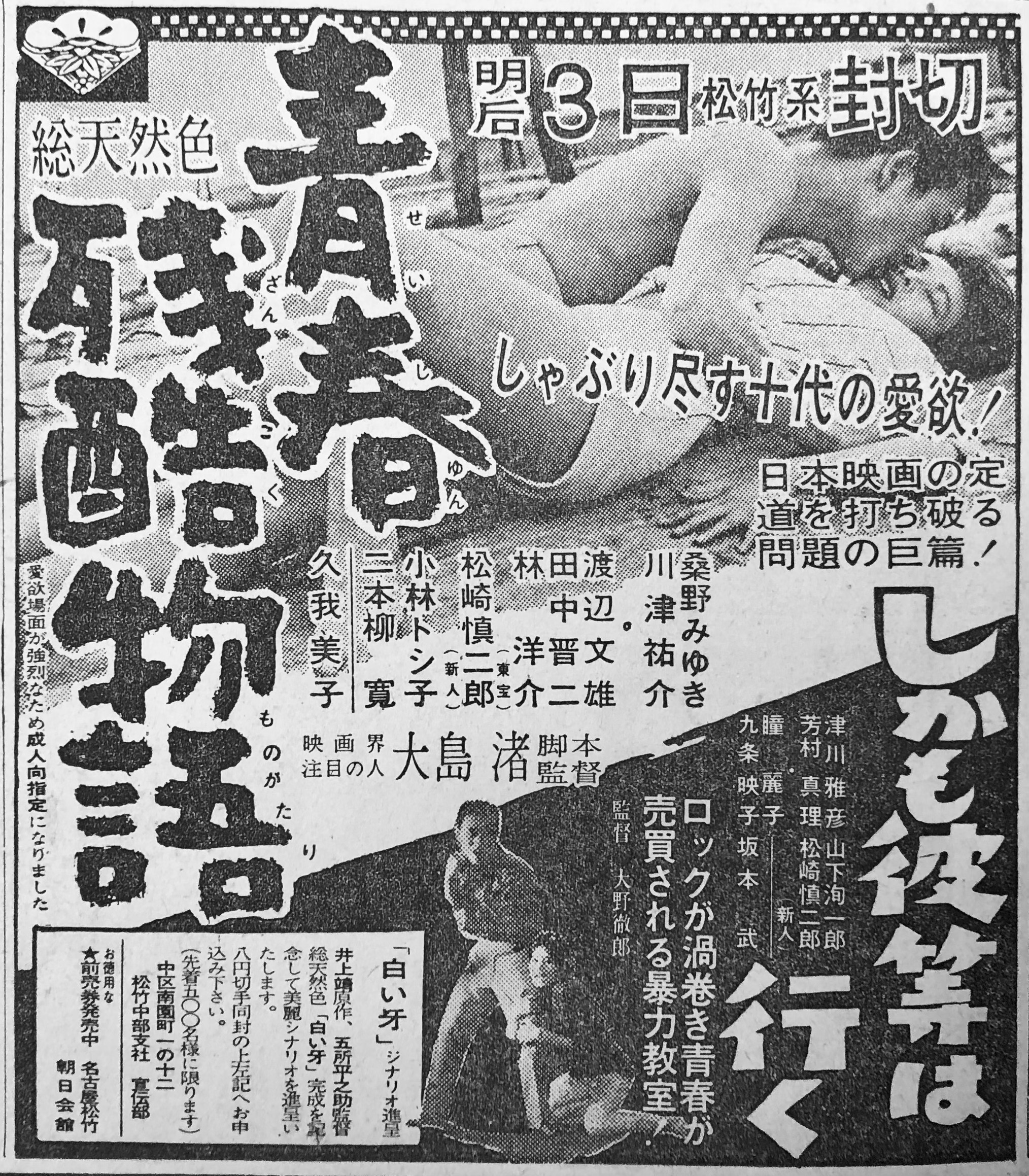
『青春残酷物語』（1960年）

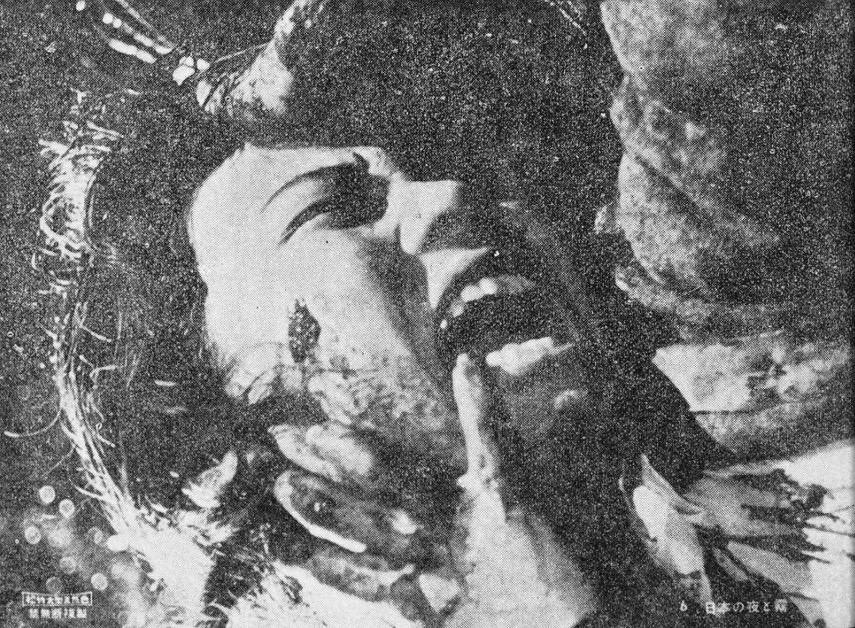
『日本の夜と霧』（1960年）

- 飢える魂　正・続篇（1956年・川島雄三監督。主題歌：初代コロムビア・ローズ）※DVD発売
- 暴力の波止場 1957年　松竹大船
- 土砂降り（1957年・中村登監督）
- 明日をつくる少女（1958年・井上和男監督）
- 彼岸花（1958年・小津安二郎監督）※DVD発売
- がっちり若旦那 1958年　松竹大船
- としごろ 1958年　松竹大船 　...　恵美
- 青空よいつまでも 1958年　松竹大船
- モダン道中　その恋待ったなし 1958年　松竹大船 　...　娘鈴子
- 花嫁の抵抗 1958年　松竹大船
- 野を駈ける少女 1958年　松竹大船
- 赤ちゃん台風 1958年　松竹大船
- 三羽烏三代記（1959年・番匠義彰監督）※ビデオ化
- 大学の合唱 1959年　松竹大船
- いたづら 1959年　松竹大船
- 明日の太陽 1959年　松竹大船
- 妻の勲章 1959年　松竹京都
- ハイ・ティーン 1959年　松竹大船
- 若い素顔 1959年　松竹大船
- 柳生旅日記　天地夢想剣 　1959年　松竹京都
- 三羽烏三代記 1959年　松竹大船
- 大願成就 1959年　松竹大船
- パイナップル部隊 1959年　松竹京都
- 青春残酷物語（1960年・大島渚監督）※DVD発売
- 日本の夜と霧（1960年・大島渚監督）
- 秋日和（1960年・小津安二郎監督）※DVD発売
- 若手三羽烏　女難旅行 1906年　松竹大船
- 大いなる愛の彼方に 1960年　松竹大船
- 暴れん坊三羽烏 1960年　松竹大船
- 日本よいとこ　無鉄砲旅行 1960年　松竹大船
- 最後の切札 1960年　松竹大船
- 中乗り新三　天竜鴉 1960年　松竹京都
- 恋人（1960年・中村登監督）
- 波の塔（1960年・中村登監督）※DVD発売
- 離愁・「青衣の人」より（1960年・大庭秀雄監督）
- 旗本愚連隊 1960年　松竹京都
- 恋とのれん（1961年・番匠義彰監督）
- 三味線とオートバイ（1961年・篠田正浩監督）
- 抱いて頂戴（1961年・岩城其美夫監督）
- 恋の画集（1961年・野村芳太郎監督）
- 愛情の系譜（1961年・五所平之助監督）
- 悪の華 1961年　松竹大船
- 引越やつれ 1961年　松竹大船
- サラリーマン手帳　夢を失わず 1961年　松竹大船
- 熱愛者 1961年　松竹大船
- 禁猟区 1961年　丹羽文雄原作　松竹京都
- 妻あり子あり友ありて 1961年　松竹京都
- 小さな花の物語 1961年　松竹京都
- 大当り三代記 1961年　松竹京都
- しのび逢い（1962年・酒井辰雄監督）
- 山河あり（1962年・松山善三監督）　-　ハワイロケ作品
- 千客万来（1962年・中村登監督）
- 愛染かつら（1962年・中村登監督）
- 続・愛染かつら（1962年・中村登監督）
- 川は流れる（1962年。仲宗根美樹の同名大ヒット曲の映画化）
- あの橋の畔で 第1部・第2部・第3部・完結篇（1962年～1963年、大ヒット。主題歌：島倉千代子）　-　東南アジアロケ作品。※すべてDVD発売
- 九ちゃん音頭 1962年　松竹大船
- 求人旅行 1962年　松竹大船
- 僕たちの失敗  1962年 　東宝 　...　伊吹まさ子
- 海猫が飛んで 1962年　松竹京都
- バラキンと九ちゃん　申し訳ない野郎たち 1962年　松竹大船
- ローマに咲いた恋（1963年・川頭義郎監督）　-　ヨーロッパロケ作品
- 恋と出世に強くなれ！ 1963年　松竹大船
- 河内の風より　あばれ太鼓 1963年　松竹京都
- 残酷の河 1963年　松竹京都
- あらくれ荒野 1963年　松竹京都
- 鏡の中の裸像 1963年　松竹大船
- 夜の片鱗（1964年・中村登監督）※DVD発売
- 馬鹿まるだし（1964年・山田洋次監督）※DVD発売
- 三匹の侍（1964年・五社英雄監督）
- 日本脱出（1964年・吉田喜重監督）
- 甘い汗（1964年・豊田四郎監督、京マチ子、池内淳子共演）
- 孤独（1964年・市村泰一監督、橋幸夫共演）
- 落第生とお嬢さん 1964年　松竹大船
- 犯罪のメロディー 1964年　松竹大船
- 男の影 1964年　松竹大船
- その口紅が憎い（1965年・長谷和夫監督）
- ぜったい多数（1965年・中村登監督、田村正和共演）
- さよならはダンスの後に（1965年。倍賞千恵子の同名大ヒット曲の映画化）
- 大根と人参（1965年・渋谷実監督）※ビデオ化
- 赤ひげ （ヴェネツィア国際映画祭サン・ジョルジョ賞、男優賞（三船敏郎）、ヴェネツィア市賞、国際カトリック映画事務局賞受賞作品。監督：黒澤明。1965年）※DVD発売
- 求婚旅行（1965年・市村泰一監督）
- アンコ椿は恋の花（1965年。都はるみの同名大ヒット曲の映画化）
- 母の歳月（1965年・水川淳三監督）
- あの娘と僕　スイム・スイム・スイム（1965年。橋幸夫の同名大ヒット曲の映画化）※ビデオ化
- 暖春（1965年・中村登監督）※ビデオ化
- 駿河遊侠伝　度胸がらす 1965年　大映京都
- 背後の人 1965年　松竹大船
- 馬鹿っちょ出船 1965年　松竹大船
- ハイウェイの王様 1965年　マナセ・プロ
- 夜霧の慕情（1966年・石原裕次郎共演）※「石原裕次郎ゴールデン・トレジャー～日活映画大全～」でDVD化
- 命果てる日まで（1966年・野村芳太郎監督）※DVD発売
- 五匹の紳士 1966年　俳優座
- 春一番 1966年　松竹大船
- 青春の言葉より　風にきけ雲にきけ 1966年　松竹大船
- バラ色の二人（1967年・桜井秀雄監督）
- 堕落する女（1967年・吉村公三郎監督）
- 残侠あばれ肌 1967年　東映東京
- 日没前に愛して 1967年　松竹大船
- あゝ君が愛 1967年　松竹大船

### テレビドラマ
- 三人の幸ちゃん（1956年・日本テレビ）
- 国道18号線（1964年・日本テレビ）
- 泣いてたまるか 第16話「かわいい怪獣ナキラ」（1966年・TBS）
- 虹の設計（1967年・NHK）

### 広告
- 鈴木自動車工業（現：スズキ） （1955年頃）- 百万人の実用車、スズキのコレダ/スズモペット/スズライト